# RAC (Musiker)
André Allen Anjos (* in Coimbra, Portugal) ist ein portugiesischer DJ und Musikproduzent. Bekanntheit erlangte er mit seinem Musikprojekt RAC (Remix Artist Collective), mit dem er bei den Grammy Awards 2017 den Grammy in der Kategorie Beste Remix-Aufnahme gewann.

## Biografie
Nach Abschluss der Schule in Portugal zog Anjos in die Vereinigten Staaten und studierte auf dem Greenville-College Musikbusiness. Das Remix Artist Collective wurde von ihm im Ende 2006 gegründet, weitere Mitglieder waren zu diesem Zeitpunkt der US-Amerikaner Aaron Jasinski und der Niederländer Chris Angelovski, später stießen Andrew Maury und Karl Kling dazu. RAC erstellte viele Remixe von Künstlern wie Kings of Leon, Lana Del Rey, Yeah Yeah Yeahs, Edward Sharpe, Death Cab for Cutie, Phoenix, Surfer Blood, Foster the People oder Echosmith. 2008 veröffentlichten sie die erste EP Nintendo vs. Sega. Ab 2012 führte Anjos das Projekt alleine weiter. Nachdem das Label Cherrytree Records RAC unter Vertrag nahm, veröffentlichten er im Oktober 2013 die Don’t Talk To EP. Das erste Studioalbum Strangers erschien am 1. April 2014. Für das Computerspiel MasterSpy komponierte und produzierte RAC den Soundtrack. Er trat unter anderem auf dem Coachella Valley Music and Arts Festival, dem Lollapalooza und auf dem Ultra Music Festival auf.

## Awards
Nachdem Anjos bereits bei den Grammy Awards 2016 in der Kategorie Beste Remix-Aufnahme nominiert war, der Preis aber an Dave Audé vergeben wurde, gewann er bei den Grammy Awards 2017 diese Kategorie mit seinem Remix des Liedes Tearing Me Up von Bob Moses. 2021 wurde Anjos erneut in der Kategorie Beste Remix-Aufnahme nominiert.

## Diskografie

### Studioalben
- 2014: Strangers (Interscope Records/Cherrytree Records)
- 2017: EGO (Counter Records)

### Remixalben
- 2008: RAC VOL. 1
- 2011: RAC VOL. 2
- 2012: Chapter One

### EPs
- 2008: Nintendo VS Sega
- 2013: Don’t Talk To
- 2019: CLOSER (Counter Records)

### Soundtrack
- 2010: Holy Rollers
- 2015: Master Spy